# Esgrima als Jocs Olímpics d'estiu de 1904 - Floret
La competició de floret masculí va ser una de les proves d'esgrima que es va disputar als Jocs Olímpics de Saint Louis de 1904. La prova es va disputar el 7 de setembre de 1904, i hi van prendre part 9 tiradors de 3 nacions diferents.

## Medallistes
| Or          | Plata                 | Bronze         |
| Ramón Fonst | Albertson Van Zo Post | Charles Tatham |

## Resultats

### Semifinals
Els 9 tiradors es distribueixen en dos grups, un de cinc i un altre de quatre tiradors, enfrontant-se entre ells. Els dos primers classificats de cada semifinal passen a la final.
| Posició | Nom                   | Victòries | Derrotes |
| ------- | --------------------- | --------- | -------- |
| 1.      | Ramón Fonst           | 4         | 0        |
| 2.      | Albertson Van Zo Post | 3         | 1        |
| 3.      | Charles Townsend      | 2         | 2        |
| 4.      | Theodore Carstens     | 1         | 3        |
| 5.      | William Grebe         | 0         | 4        |

| Posició | Nom             | Victòries | Derrotes |
| ------- | --------------- | --------- | -------- |
| 1.      | Gustav Casmir   | 3         | 0        |
| 2.      | Charles Tatham  | 2         | 1        |
| 3.      | Wilfred Holroyd | 1         | 2        |
| 4.      | Arthur Fox      | 0         | 3        |

### Final
Fonst continua derrotant la resta de tiradors, incloent Post per segona vegada, fins a aconseguir l'or. Post, que sols perd contra Fonst es fa amb la medalla d'argent. Tatham, que havia perdut contra Casmir a la semifinal, el derrota a la final i es va amb la medalla de bronze.
| Posició | Nom                   | Victòries | Derrotes |
| ------- | --------------------- | --------- | -------- |
| Or      | Ramón Fonst           | 3         | 0        |
| Plata   | Albertson Van Zo Post | 2         | 1        |
| Bronze  | Charles Tatham        | 1         | 2        |
| 4       | Gustav Casmir         | 0         | 3        |